# Raymond Bellot
Raymond Bellot (6 de setembre de 1929) és un exfutbolista francès.

## Selecció de França
Va formar part de l'equip francès a la Copa del Món de 1958 però no disputà cap partit.